# Bosone di Borgogna
Bosone di Borgogna o di Provenza (... – San Quintino, settembre 935) fu conte della Borgogna Transgiurana, ed abate laico dell'abbazia benedettina di Moyenmoutiers.

## Origine
Figlio del conte di Autun, conte di Auxerre, primo duca dei Burgundi prima col titolo di marchese e poi col titolo di duca di Borgogna ed infine conte di Troyes, Riccardo di Autun detto il Giustiziere, e di Adelaide (?-dopo il 14 luglio 929) figlia del conte di Auxerre e di Borgogna, Corrado II, della famiglia dei Guelfi e di Waldrada. Bosone era fratello del re dei Franchi occidentali Rodolfo e del duca di Borgogna, Ugo il Nero.

## Biografia
Secondo l'Histoire générale et particulière de Bourgogne, Bosone viene citato in un documento datato 5 settembre 918 insieme al padre, Riccardo, ricordato come marchese, ed al fratello Rodolfo.
Durante la guerra civile che oppose il re dei Franchi occidentali, Carlo III il Semplice ai nobili ribelli, guidati dal conte di Parigi, Roberto, Bosone ed i suoi fratelli si schierarono con quest'ultimo, che, secondo il cronista Flodoardo, il 22 giugno 922 fu acclamato re, ed il 30 giugno, fu incoronato re a Reims, dall'arcivescovo di Sens, Gualtiero nella chiesa di San Remigio e, nel 923, Bosone, viene citato sempre da Flodoardo, per l'uccisione di Ricuino, che giaceva ferito a letto, poco prima dello scontro decisivo che avvenne il 15 giugno del 923 e che segnò la sconfitta di Carlo III che dovette fuggire e rifugiarsi in Lotaringia.
Ma Roberto, nello scontro aveva perso la vita e poco dopo la morte di Roberto, i Neustriani elessero re il fratello di Bosone, che era anche il genero di Roberto, il Duca di Borgogna Rodolfo, che fu incoronato a Soissons, il 13 luglio di quello stesso anno.
Bosone (Bosone aliis quoque filiis meis) viene citato, dopo il fratello Ugo il Nero, come garante, nel documento N° 379, datato 14 giugno 929, dei Recueil des Chartes de Cluny, in cui la madre, la contessa Adelaide, sorella del re (di Borgogna Transgiurana) Rodolfo, vedova di Riccardo duca di Borgogna, fa dono di un monastero, con le sue appendici al monastero di Cluny.
Dopo che suo fratello Rodolfo era divenuto re dei Franchi occidentali, mentre suo fratello, Ugo il Nero era divenuto duca di Borgogna, Bosone era stato nominato conte della Borgogna Transgiurana, ed abate laico dell'abbazia benedettina di Moyenmoutiers.
Fu sempre al fianco di suo fratello Rodolfo, nelle dispute che i quegli anni lo videro combattere alternativamente il conte di Vermandois, Erberto II ed il Marchese di Neustria demarcus, conte d'Orleans e conte di Parigi, Ugo il Grande; e fu proprio durante l'assedio di San Quintino, dove Ugo il Grande era sotto assedio che, secondo Flodoardo, Bosone perse la vita, nel settembre del 935.
Bosone fu tumulato a Reims, nell'Abbazia di Saint-Remi.

## Matrimonio e discendenza
Verso il 928, Bosone sposò Berta d'Arles, che secondo il cronista, Liutprando da Cremona, Vescovo di Cremona, era la figlia del conte d'Arles, conte di Provenza e marchese di Toscana, Bosone VI di Provenza, e di Willa II di Borgogna, figlia del re di Borgogna Rodolfo I e di Willa di Provenza, da cui, dopo qualche anno, si separò.
Bosone da Berta non ebbe alcun figlio, e non risulta che ebbe dei discendenti.

### Fonti primarie
- (LA)  Monumenta Germaniae Historica, tomus III.
- (LA)  Recueil des Chartes de Cluny, tomus I.

### Letteratura storiografica
- René Poupardin, I regni carolingi (840-918), in «Storia del mondo medievale», vol. II, 1999, pp. 583–635
- Louis Halphen, Francia: gli ultimi Carolingi e l'ascesa di Ugo Capeto (888-987), in «Storia del mondo medievale», vol. II, 1999, pp. 636–661
- Allen Mayer, I vichinghi, in «Storia del mondo medievale», vol. II, 1999, pp. 734–769
- (FR)  Plancher, Histoire générale et particulière de Bourgogne, tome I.